# Naturräumliche Großregionen Deutschlands

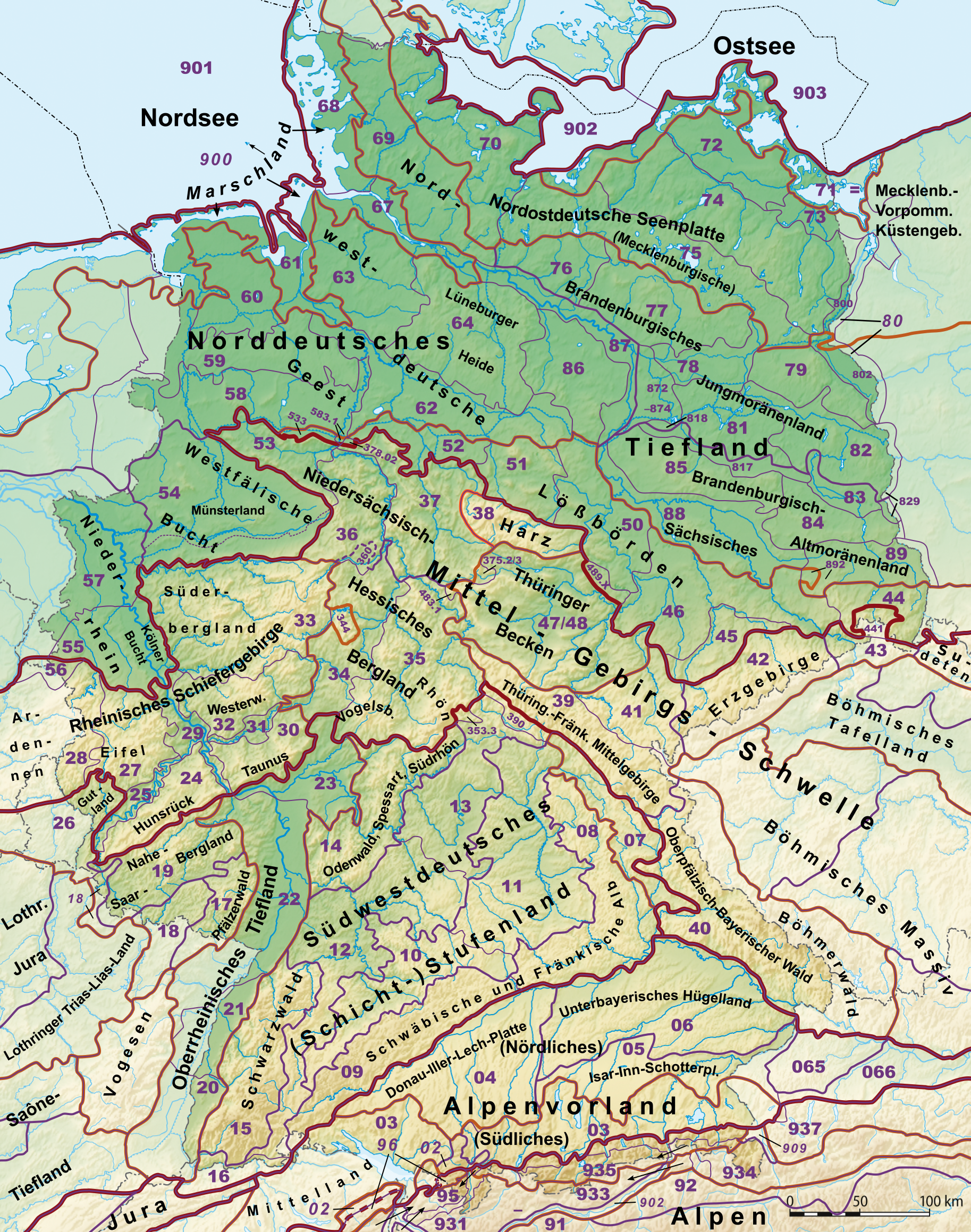
Naturräumliche Großregionen nach BfL (Meynen, Schmithüsen et al.):1. Ordnung (dunkelrot)2. Ordnung (orange)3. Ordnung (violett) bzw.
Haupteinheitengruppen (violett, dünner)nach der Bundesanstalt für Landeskunde
(Die Namen einiger Großregionen 2. bzw. 3. Ordnung sind nicht genau bekannt!)

Eine Gliederung Deutschlands in naturräumliche Großregionen, Haupteinheiten und Untereinheiten berücksichtigt in erster Linie geomorphologische, geologische, hydrologische, biogeographische und bodenkundliche Kriterien, um die Landschaft in größere einheitliche Gebiete aufzuteilen. Politische Grenzen spielen dabei, abgesehen von den nationalen Außengrenzen, keine Rolle.
Neben der naturräumlichen Aufteilung gibt es inzwischen auch von offizieller Seite eine Aufteilung in sogenannte Landschaftsräume, die sich stärker nach der Nutzung der Regionen als Kulturlandschaften durch den Menschen richtet und entsprechend zum Teil deutlich andere Grenzen zieht.

## Grundlagen durch die Bundesanstalt für Landeskunde (BfL)
Die naturräumliche Gliederung Deutschlands, wie sie heute sowohl vom Bundesamt für Naturschutz (BfN) als auch von den meisten Landesinstituten benutzt wird, basiert in der Hauptsache auf den Arbeiten des Handbuchs der naturräumlichen Gliederung Deutschlands der Bundesanstalt für Landeskunde (BfL) der Jahre 1953 bis 1962. Herausgeber waren der Institutsleiter Emil Meynen sowie Projektleiter Josef Schmithüsen. Diese teilte das heutige Bundesgebiet (damals: BRD und DDR) in 86 sogenannte Haupteinheitengruppen mit zweistelligen Kennziffern zwischen 01 und 90 ein, die wiederum in bis zu 10, im Einzelfalle auch mehr Haupteinheiten (dreistellig) aufgespalten wurden. In den Übersichtskarten der Einzelblätter 1:200.000, die der Erarbeitung von Regionen 5. und niedrigerer Ordnung (Nachkommastellen hinter der dreistelligen Haupteinheitenkennzahl) dienten, wurden die Haupteinheitengruppen ab 1959 nochmals in übergeordneten Großregionen zusammengefasst.
Im Ergebnis entstand eine Gliederung Deutschlands in:
- fünf (1963–1979: vier)[3] naturräumliche Großregionen 1. Ordnung („Großlandschaften“), die sich in insgesamt
- 18 (seit 1964: 19)[3] Großregionen 2. Ordnung aufspalten.
- „Haupteinheitengruppen“ stellen darin in der Hauptsache Großregionen 3. Ordnung dar; zum Teil fassen Großregionen 3. Ordnung auch mehrere Haupteinheitengruppen zusammen.
- Die „Haupteinheiten“ stellen Regionen 4. Ordnung dar.

Manche Großregionen 2. Ordnung enthalten nur eine Haupteinheitengruppe (Mecklenburgisch-Vorpommersches Küstengebiet, Harz, Thüringer Becken, Obermainisch-Oberpfälzisches Hügelland, Südliches Alpenvorland), andere fassen namentlich bekannte Großlandschaften zusammen (Rheinisches Schiefergebirge, Südwestdeutsches Stufenland), wieder andere gruppieren völlig neu. 
In den sich bis in die 1990er Jahre ziehenden Nachfolgearbeiten in Einzelblättern 1:200.000 stellte sich heraus, dass einige Grenzen der Großregionen 2. und 3. Ordnung korrigiert werden mussten und in Einzelfällen damit nicht mehr mit den Grenzen der Haupteinheitengruppen übereinstimmen. Dies spielt jedoch in der dem dekadischen System folgenden Nummerierung, die erst ab der 3. Ordnung beginnt, keine Rolle.
Die Großregionen 1. Ordnung sind zonal gerichtet und ließen sich daher auch als Zonen ansprechen. In der zweiten Ordnungsstufe sind die beiden Mittelgebirgsregionen hingegen meridional gegliedert, während in Norddeutschem Tiefland, Alpenvorland und Alpen wiederum eine zonale Untergliederung vorliegt. Bei den Großregionen 3. Ordnung lässt sich keine solche Zuordnung des Gliederungsprinzips mehr vornehmen.

## Umordnungen und Neugliederungen durch Bundesamt für Naturschutz (BfN) und Sächsische Akademie der Wissenschaften

### Umordnung durch Ssymank 1994 (BfN)

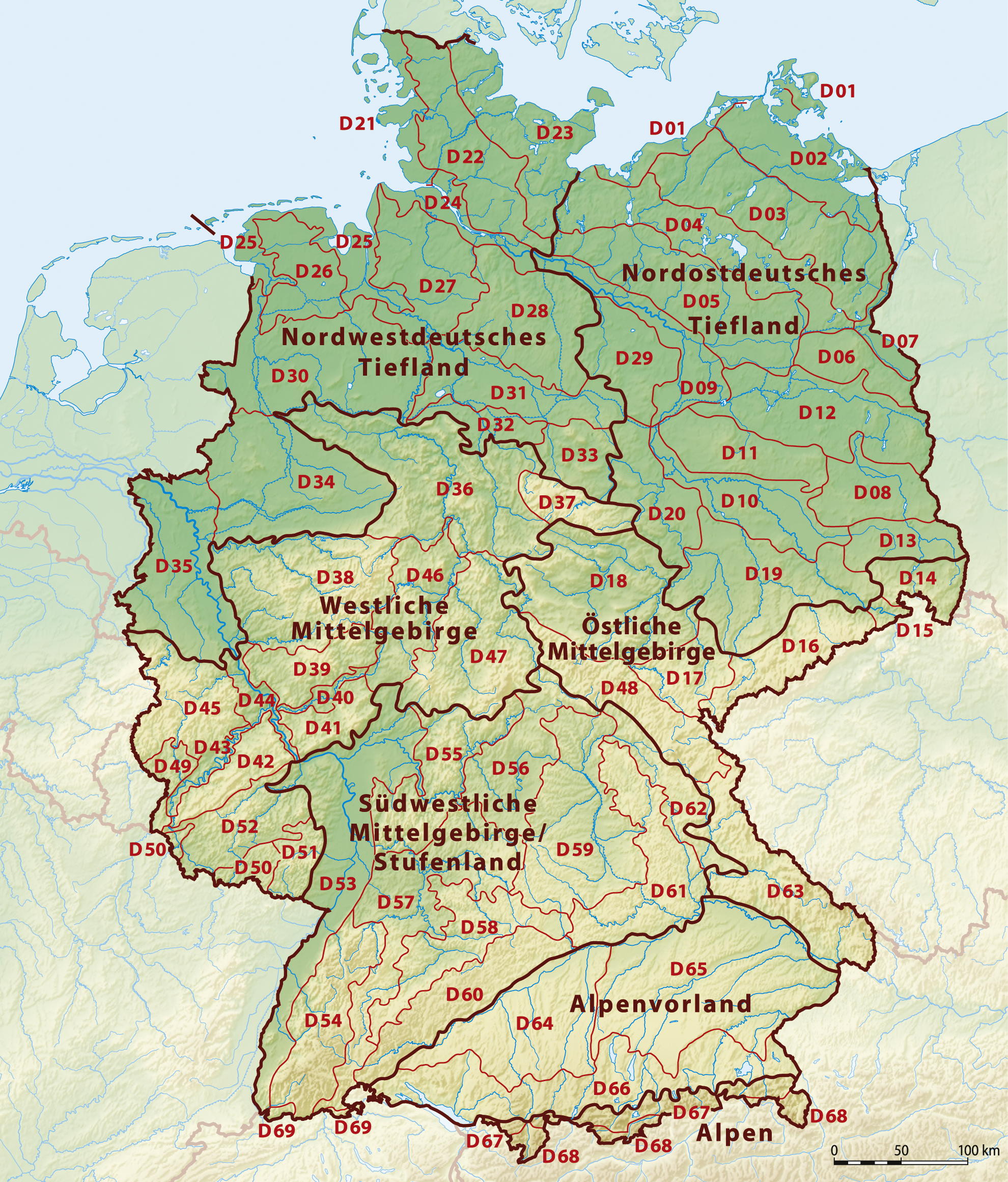
Regionen nach BfN (Ssymank et al.): Umnummerierung, Einteilung in sogenannte „Großlandschaften“

In den Jahren 1992 bis 1994 überarbeiteten Axel Ssymank et al. im Auftrage des BfN die Haupteinheitengruppen 01-90. Hierbei blieben diese meistens in ihren Grenzen erhalten, indes wurden im Einzelfalle zwei bis vier Haupteinheitengruppen nach dem Handbuch zusammengefasst, während bei Nord- und Ostsee eine bisherige Gruppe in vier neue aufgespalten wurde.
Die Nummerierung der neuen Einheiten D01 bis D73 erfolgte völlig neu von Norden nach Süden und nicht, wie im Handbuch, in umgekehrter Richtung. Daher ist sie nicht mit der Nummerierung der Haupteinheiten und Untereinheiten kompatibel und hat sich in den Landesämtern nicht durchgesetzt. Sogar das BfN selbst folgt in der Systematik seiner Landschaftssteckbriefe weitgehend der älteren Systematik des Handbuchs.
Die Naturräume fasst Ssymank zu acht sogenannten Großlandschaften zusammen, die etwas weniger fein untergliedert sind als die Großregionen 2. Ordnung der Bundesanstalt für Landeskunde. Die Mittelgebirgsgebiete werden in drei Großlandschaften aufgeteilt, die die jeweils folgenden Großlandschaften nach Müller-Miny enthalten:
- Östliche Mittelgebirge
  - Östliche Mittelgebirgsschwelle
  - Thüringer Becken
- Westliche Mittelgebirge
  - Harz
  - Rheinisches Schiefergebirge
  - Pfälzisch-Saarländisches Schichtstufenland
- Südwestliche Mittelgebirge / Stufenland
  - Oberrheinisches Tiefland
  - Südwestdeutsches Stufenland
  - Oberpfälzisch-Obermainisches Hügelland

Hauptdiskrepanz gegenüber der Bundesanstalt für Landeskunde ist die Abspaltung der (genetisch jüngeren) westlichen Schichtstufenländer zu einer Einheit mit dem Rheinischen Schiefergebirge (und dem Harz).
Die wesentlichste Diskrepanz zwischen beiden Systemen ist indes Ssymanks Aufspaltung des Norddeutschen Tieflandes in einen Ost- und einen Westteil, was mit der klimatischen Aufteilung in atlantisch und kontinental begründet wird. Die Grenze wird willkürlich unmittelbar östlich der Einheiten D22, D24, D28, D31 und D33 gezogen. Die Trennlinie durchtrennt insbesondere den Lößgürtel nördlich der Mittelgebirgsschwelle und spaltet von der Nordostdeutschen Seenplatte den Schleswig-Holsteinischen Teil ab.
In der Literatur sind die Großlandschaften nach Ssymank, außerhalb der Zitierung jener Gliederung, bislang nicht in Verwendung.

### Landschaftssteckbriefe des BfN
Das BfN hat auch bundesweit eine Untergliederung in sogenannte Landschaften in Auftrag gegeben, für die jeweils sogenannte Landschaftssteckbriefe erstellt wurden. Diese dienten in erster Linie einer groben Kategorisierung in 28 Landschaftstypen, die sich in insgesamt 856 Landschaften gliedern, und der Bestandsaufnahme von Schutzgebieten und Landnutzung. Sie stellen keine naturräumliche Gliederung dar und wurden mit relativ geringem Aufwand erstellt; insbesondere wurden Landschaften nur in seltenen Fällen vor Ort analysiert, sondern in der Hauptsache durch Satellitenbilder und vorhandene Listen beurteilt. Zusätzlich wurden einzelne Infos aus den Einzelblättern 1:200.000 zusammengefasst, soweit diese existierten.
Die Landschaftssteckbriefe haben fünfstellige Kennziffern, deren erste drei meistens der naturräumlichen Haupteinheit nach dem Handbuch entsprechen; Ballungsräume werden davon getrennt sortiert.

### Neuansätze durch die Sächsische Akademie der Wissenschaften zu Leipzig
Im Rahmen der Neuordnung der Naturräume in Sachsen der Sächsischen Akademie der Wissenschaften zu Leipzig ab 1994 wurde insbesondere von Günther Schönfelder im Jahr 2008 auch ein Ansatz für die Gliederung der deutschen Großlandschaften erarbeitet, der weit in die benachbarten Bundesländer hinein reicht. Er baut auf dem sachseninternen System auf, ist jedoch z. T. auch mit den Ansätzen Müller-Minys kompatibel. Eine große Analogie zeigt sich insbesondere in den Lößbörden (bei Schönfelder: Lößgürtel), die im sächsischen System sogar eine gleichberechtigte Stellung zu Tiefland und Mittelgebirgen haben und nicht, wie bei BfL, als Teil des Tieflands gewertet werden.

## Liste der Großregionen 1. bis 3. Ordnung
Die Haupteinheitengruppen, die mehr oder weniger Großregionen 3. Ordnung entsprechen, werden nachfolgend Großregionen 2. Ordnung und diese wiederum Großregionen 1. Ordnung zugeordnet. Diese Unterteilung entstammt in der Hauptsache den Publikationen des Instituts für Landeskunde seit 1959:
- Der erste Entwurf von Heinrich Müller-Miny erschien in der aktualisierten Karte zum Handbuch, den Übersichtskarten der Einzelblätter ab Erscheinungsjahr 1959 sowie im Handbuch 9. Lieferung (1962).[3] In dem 1960 erschienenen Geographischen Taschenbuch 1960/61 erläuterte Müller-Miny in einem Aufsatz seinen Kartenentwurf, der dort auch eine Legende mit den Namen der Großregionen enthielt und diese zudem über ihre Grenzen hinweg nach gemeinsamen Eigenschaften typisierte.[9]
- In den Einzelblättern ab Erscheinungsjahr 1964 wurde dieser Entwurf leicht verändert:[3]
  - Das Oberpfälzisch-Obermainische Hügelland stieg von der Großregion 3. Ordnung zu einer zweiter Ordnung auf.
  - Die Region 2. Ordnung Lössbörden[10] wurde erweitert, insbesondere im Westen.
- Eine weitere Änderung gab es in den Einzelblättern ab 1979 (Blatt 182 Burghausen) bis zu den letzten erschienenen (Blätter München und Tegernsee 1994):[3]
  - Die Region 1. Ordnung Mittelgebirge wurde, wie schon zwischen 1959 und 1963, zweigeteilt in die Großregionen 1. Ordnung Mittelgebirgsschwelle[10] und Schichtstufenland.[10]
- Die etwa seit Auflösung des Instituts für Landeskunde veröffentlichte und beständig weiterentwickelte Gliederung Naturräume in Sachsen gliedert den größeren Nordteil der Haupteinheitengruppe Oberlausitz den Lössbörden zu, sodass nur das Lausitzer Bergland im Süden in der Mittelgebirgsschwelle verbleibt.

Durch die Änderungen im Bereich der Lössbörden kommt es dazu, dass sich einige wenige Haupteinheitengruppen nunmehr auf zwei verschiedene Großregionen 2. oder gar 1. Ordnung verteilen.
Zur besseren Übersicht werden die Großregionen 1. und 2. Ordnung von Norden nach Süden, in zweiter Linie von Westen nach Osten geordnet aufgeführt. Innerhalb einer Region 2. bzw. 3. Ordnung folgt die Listung dann den vorangestellten Nummern nach Handbuch; die Nummern nach BfN (bzw. nach Ssymank) sind in Klammern hintenan gestellt. Echte Großregionen 3. Ordnung sind fett und kursiv geschrieben.
Zur besseren Orientierung stehen rechts der Listen Ausschnittskarten, die alle im selben Maßstab gehalten sind.

### Nord- und Ostsee
Hier erfolgt ausnahmsweise eine Listung der dreistelligen Haupteinheiten der Gruppe 90, da diese de facto Großregionen 3. Ordnung darstellen.

#### Nordsee

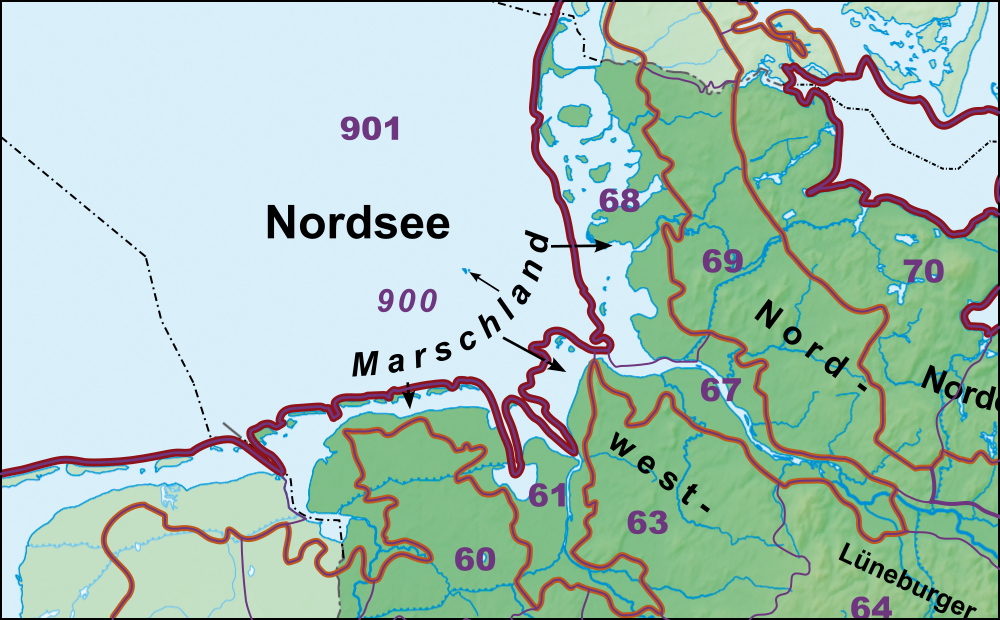

- 900 Deutsche Bucht (ohne Felssockel Helgoland) (D70)
- 901 Doggerbank und angrenzende zentrale Nordsee (D71)

#### Ostsee
- 902 Westliche Ostsee (D72)
- 903 Östliche Ostsee (D73)

### Norddeutsches Tiefland

#### Nordwestdeutsches Marschland
- 61 Ems- und Wesermarschen (D25)[10]
- 67 Untere Elbeniederung (Elbmarsch) (D24)
- 68 Schleswig-Holsteinische Marschen und Nordseeinseln (D21)

#### Mecklenburgisch-Vorpommersches Küstengebiet

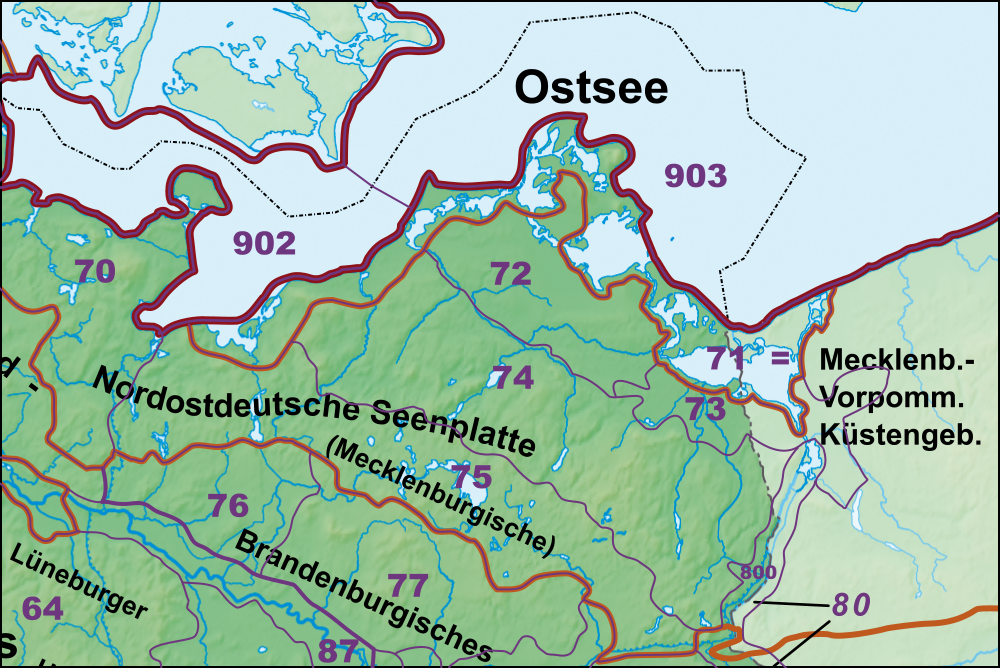

- 71 Mecklenburgisch-Vorpommersches Küstengebiet (D01)

#### Norddeutsches Jungmoränenland
- 70 Schleswig-Holsteinisches Hügelland (D23)
- Nordostmecklenburgisches Flachland mit Oderhaffgebiet (D02)
  - 72 Nordostmecklenburgisches Flachland
  - 73 Oderhaffgebiet
- 74 Rückland der Mecklenburgischen Seenplatte (D03)
- 75 Mecklenburgische Seenplatte (D04)
- (zu 80 Odertal (D07))
  - Haupteinheiten 800 (Untere Odertalniederung) und 801 (Sandterrassen des unteren Odertals)

#### Norddeutsches Urstromtäler- und Plattenland

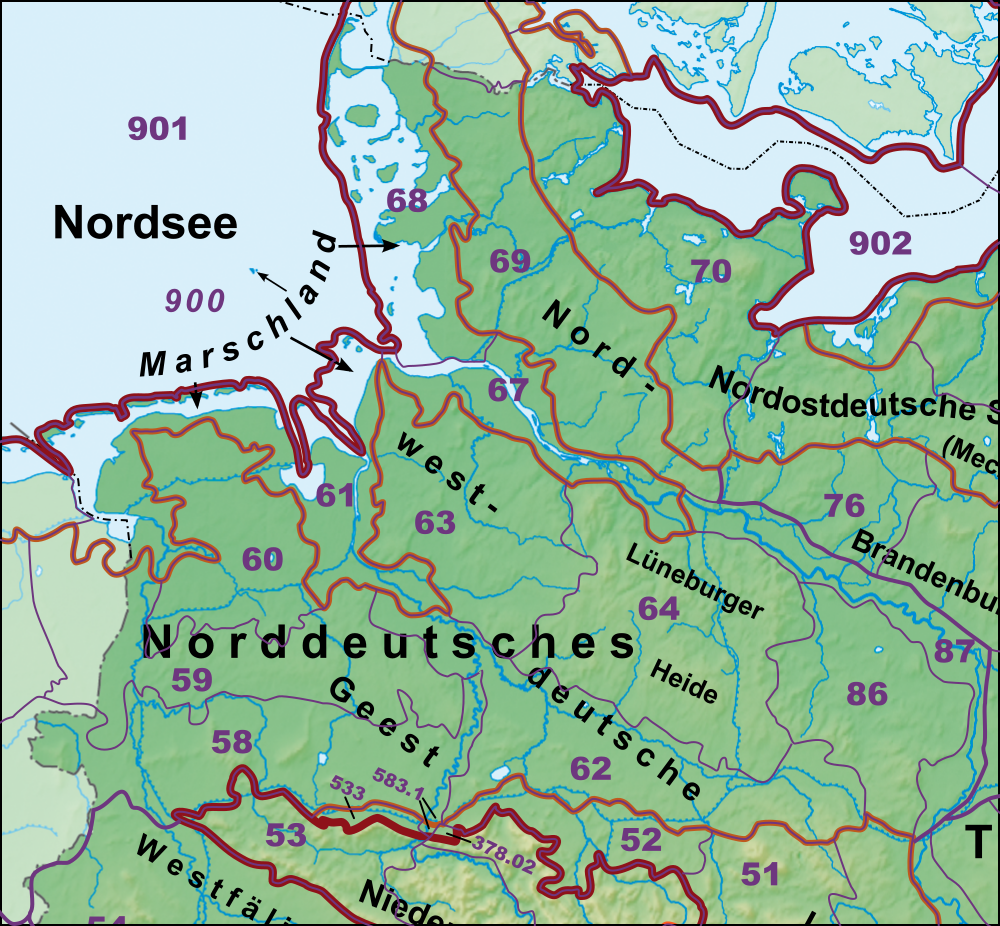

(Nachfolgend gegliedert von Nordost nach Südwest, zwischen den Talungen von küstennah nach küstenfern)
- Nordwestdeutsche Geest[11]
  - 69 Schleswig-Holsteinische Geest (D22)
  - ↓ 87 Elbtalniederung (D09), ohne Unterhavelland (s. u.)
  - 63 Stader Geest (D27)
  - 64 Lüneburger Heide (D28)
  - 86 Wendland und Altmark (bis 1960: 65; D29)
  - ↓ 62 Weser-Aller-Flachland (D31)
  - 60 Ostfriesisch-Oldenburgische Geest (D26)
  - 59 Ems-Hunte-Geest (Nordteil D30)
  - 58 Dümmer-Geestniederung (Südteil D30)

Die nordseenähere norddeutsche Geestlandschaft zerfällt durch die Talungen von Weser/Aller und Elbe in drei Teile. Dabei wird der nordöstlichste Teil (69) durch das Tal der Elbe (Elbmarsch 67 und Elbtalniederung 87) vom Mittelteil getrennt. Die Kartierung der Großregionen bis 1963 wies ferner die Teile links von Aller und Unterweser (bis 62) und den Mittelteil (63/64) als zwei getrennte Großregionen 3. Ordnung aus – eine Trennung, die bis zu den letzten Arbeiten 1994 beibehalten wurde. Ab 1964 wurde jedoch in den Karten zu den Großregionen der äußerste Nordwesten der Elbtalniederung (87), das Lauenburger Elbtal (876.4 laut Blatt Lüneburg von 1980), zusammen mit 63, 64 und 69, als nur eine Großregion eingezeichnet. Bis 1963 wurden auch Westfälische Bucht (54) und Niederrhein (55/57) als Großregion 3. Ordnung nicht von den Geestlandschaften links der Aller getrennt.
Schönfelder (2008) rechnet, anders als BfL, auch Wendland und Altmark (86) zur Nordwestdeutschen Geest, wobei die genannte Einheit sich fließend an die Lüneburger Heide (64) anschließt und bis 1960 auch die sich anschließende Kennziffer 65 hatte. In der Karte rechts ist überdies das komplette Elbtal (87, bis 1960: 66), jedoch ohne Unterhavelland, der Gruppe zugeordnet, das Schönfelder dem Brandenburgisch-Sächsisch(-Schlesisch)en Altmoränenland (s. u.) zuordnet, welches den Südlichen Landrücken der Lüneburger Heide nach Südosten verlängert.
Der östliche Teil des mittleren norddeutschen Tieflands wurde von der BfL nicht weiter untergliedert, teilt sich aber deutlich in die seenreiche und flachwellige Jungmoränenlandschaft im Norden und die Altmoränen im Süden auf, die Schönfelder in etwa nach den folgenden BfL-Einheiten aufsplittet:
- Brandenburgisches Jungmoränenland[12]
  - Nordostteil

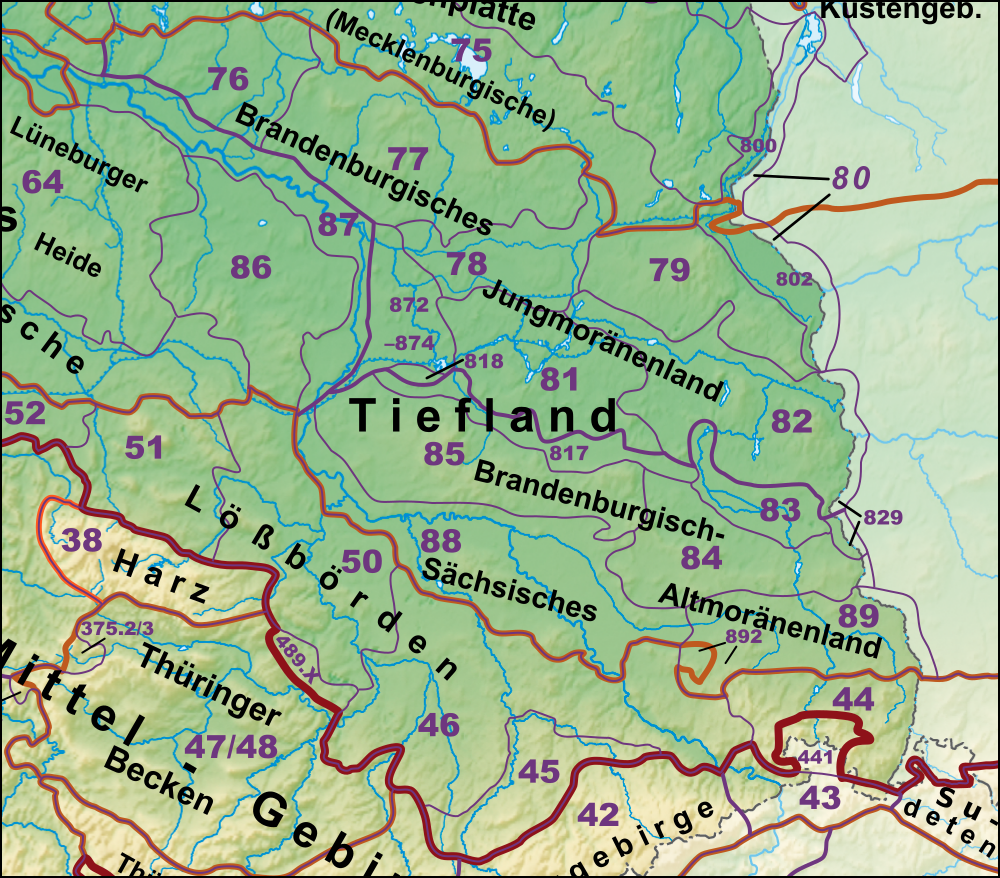

    - 76 Südwestliches Vorland der Mecklenburgischen Seenplatte (Nordwestteil von D05 Mecklenburg-Brandenburgisches Platten- und Hügelland)
    - 77 Nordbrandenburgisches Platten- und Hügelland (Zentralteil von D 05)
    - 78 Luchland (Südostteil von D 05)
    - 79 Ostbrandenburgische Platte (D06)
    - (zu 80 Odertal (D07))
      - Haupteinheiten 802 (Oderbruch) und 803 (Neuenhagener Sporn)

  - Südwestteil
    - (zu 87 Elbtalniederung (D09))
      - 872–874, 818 Unterhavelland (1954 noch Haupteinheit 750 der Gruppe 75 Havelland)

    - 81 Mittelbrandenburgische Platten und Niederungen (ohne die Einheit 817 im Süden; Nordwestteil von D 12 Brandenburgisches Heide- und Seengebiet)
    - 82 Ostbrandenburgisches Heide- und Seengebiet (ohne Südteil von 829; Südostteil von D 12)

- Brandenburgisch-Sächsisch(-Schlesisch)es Altmoränenland[11]
  - Nördliche und östliche Randniederungen
    - (zu 81 Mittelbrandenburgische Platten und Niederungen)
      - 817 Baruther Tal (mit Fiener Bruch) (Schönfelder: Baruther Niederungen) [7]

    - 83 Spreewald (Nordostteil von D08)
    - (zu 82 Ostbrandenburgisches Heide- und Seengebiet)
      - Forster Becken (Schönfelder)[7], Südteil von 829 Guben-Forster Neißetal

  - Südlicher Landrücken (Südostteil), Zentralteil der Großregion
    - 85 Fläming (D11)
    - 84 Lausitzer Becken- und Heideland (Südwestteil von D08)

  - Südteil
    - 88 Elbe-Mulde-Tiefland (D10)
    - 89 Oberlausitzer Heideland (D13)

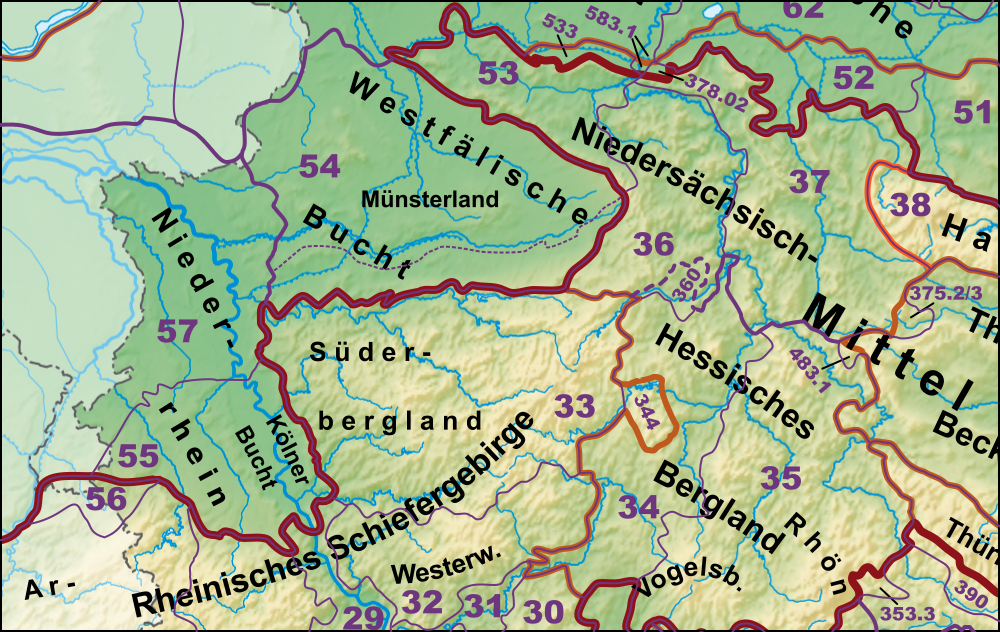

- 54 Westfälische Bucht (Münsterländische Tieflandsbucht) (D34)

- Niederrhein[10] bzw. Niederrheinisches Tiefland und Kölner Bucht (D35)
  - 55 Niederrheinische Bucht
  - 57 Niederrheinisches Tiefland

#### Lößbörden
(Ordnung von Ost nach Nordwest)
- (zu 44 Oberlausitz (D14))
  - 440 Neißegebiet
  - 442 Ostlausitzer Vorberge
  - 443 Westlausitzer Vorberge
  - 444 Oberlausitzer Gefilde

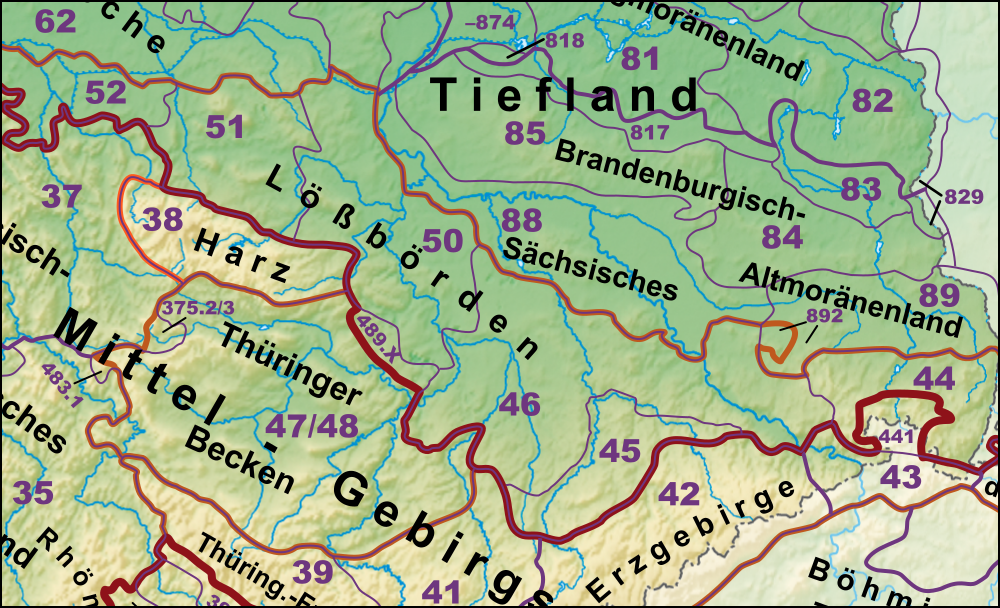

- Sächsisches Hügelland und Erzgebirgsvorland (D19)
  - 45 Erzgebirgsvorland
  - 46 Sächsisches Hügelland (einschl. Leipziger Land)
- 50 Mitteldeutsches Schwarzerdegebiet (auch: Östliches Harzvorland und Börden; D20)
- 51 Nördliches Harzvorland (D33)
- 52 Niedersächsische Börden (D32)
- (zu 37 Weser-Leine-Bergland)
  - (zu 378 Calenberger Bergland)
    - 378.02 Kleinenbremener Becken
- (zu 53 Unteres Weserbergland)
  - 533 Lübbecker Lößland

Da die Börden – wie alle Großregionen – nach Vorgabe einfach zusammenhängend sein sollen, würde zwischen dem Lübbecker Lößland und den Niedersächsischen Börden nebst Kleinenbremener Becken noch ein kleiner Streifen des lössfreien Mittleren Wesertals um Minden dazu gehören.
Bei Schönfelder (2008) heißt die Einheit Lößgürtel und das innere Thüringer Becken (s. u.) wird als Exklave desselben angesehen.

### Mittelgebirgsschwelle

#### Rheinisches Schiefergebirge

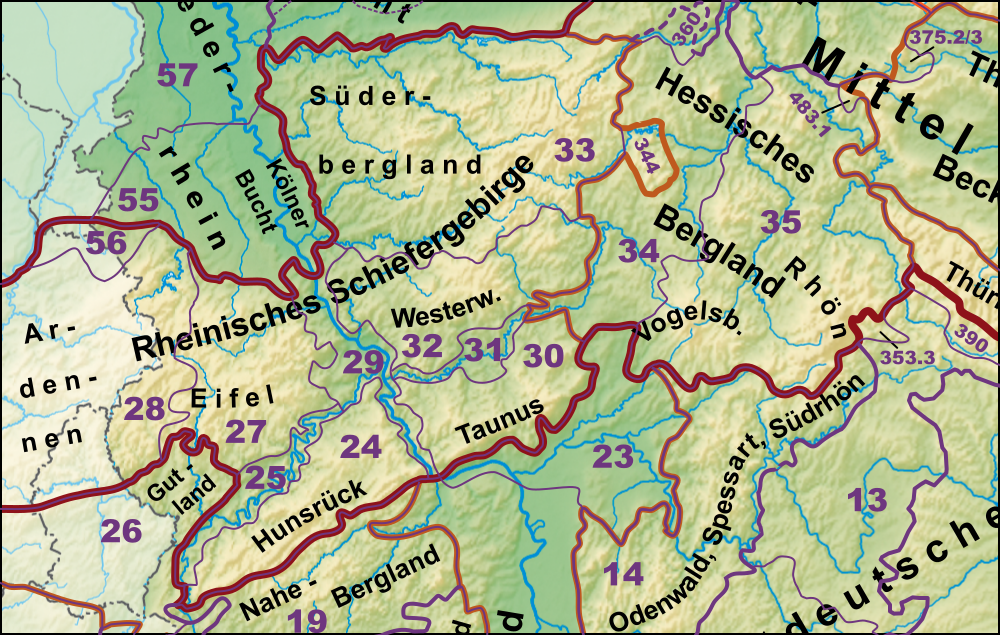

(Ordnung von West nach Ost und intern gegebenenfalls von Nord nach Süd)
- Eifel (D45)
  - 56 Vennvorland
  - 28 Westeifel
  - 27 Osteifel
- 25 Moseltal (D43)
- 24 Hunsrück (D42)
- 29 Mittelrheingebiet (D44)
- 33 Süderbergland (D38)
- 32 Westerwald (D39)
- 31 Gießen-Koblenzer Lahntal (D40)
- 30 Taunus (D41)

Strittig ist die Zuordnung des Kellerwaldes (344, siehe gestrichelte orange Linie), der einen natürlichen Teil des Rheinischen Schiefergebirges darstellt, im Handbuch der naturräumlichen Gliederung Deutschlands jedoch dem Westhessischen Bergland zugerechnet wird. Martin Bürgener, Bearbeiter des Blattes Arolsen, hält sich zwar an die Nummerierung des Handbuchs, behandelt jedoch den Kellerwald als Teil des Süderberglandes (33).

#### Niedersächsisch-Hessisches Bergland

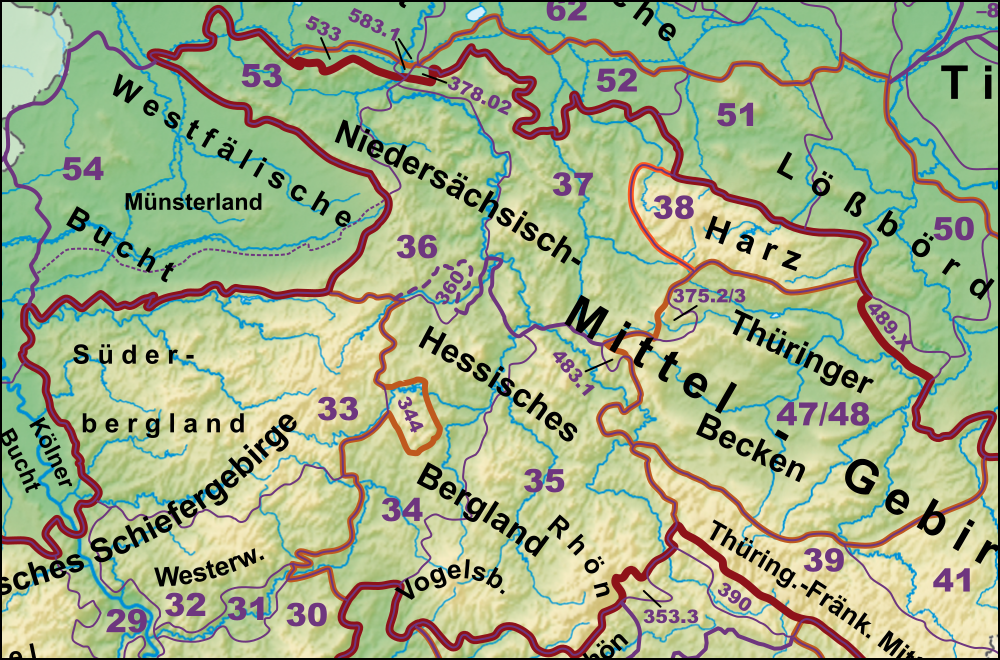

(Ordnung von Norden nach Süden, in zweiter Linie von Westen nach Osten)
- Niedersächsisches Bergland (mit Weser- und Leine-Bergland) (D36)
  - 53 Unteres Weserbergland
  - 36 Oberes Weserbergland
  - 37 Weser-Leine-Bergland
- Hessisches Bergland
  - 34 Westhessisches Bergland (D46)
  - 35 Osthessisches Bergland (D47)

#### Harz
- 38 Harz (D37)

#### Thüringer Becken
- 47/48 Thüringer Becken (mit Randplatten) (D18)

Strittig sind die Zuordnungen von Ohmgebirge nebst Bleicheröder Bergen (375.2) sowie des Eichsfelder Kessels im Westen; das Institut für Landeskunde ordnete sie dem Niedersächsischen Bergland zu, während sie in der Literatur der DDR zumeist als Randplatten des Thüringer Beckens angesehen wurden (siehe Abweichung der blauen Linie von der orangen im Westen). Ein Grenzfall ist auch die Querfurter Platte (zu 489; siehe Abweichung der blauen von der schwarzen Linie im Osten.

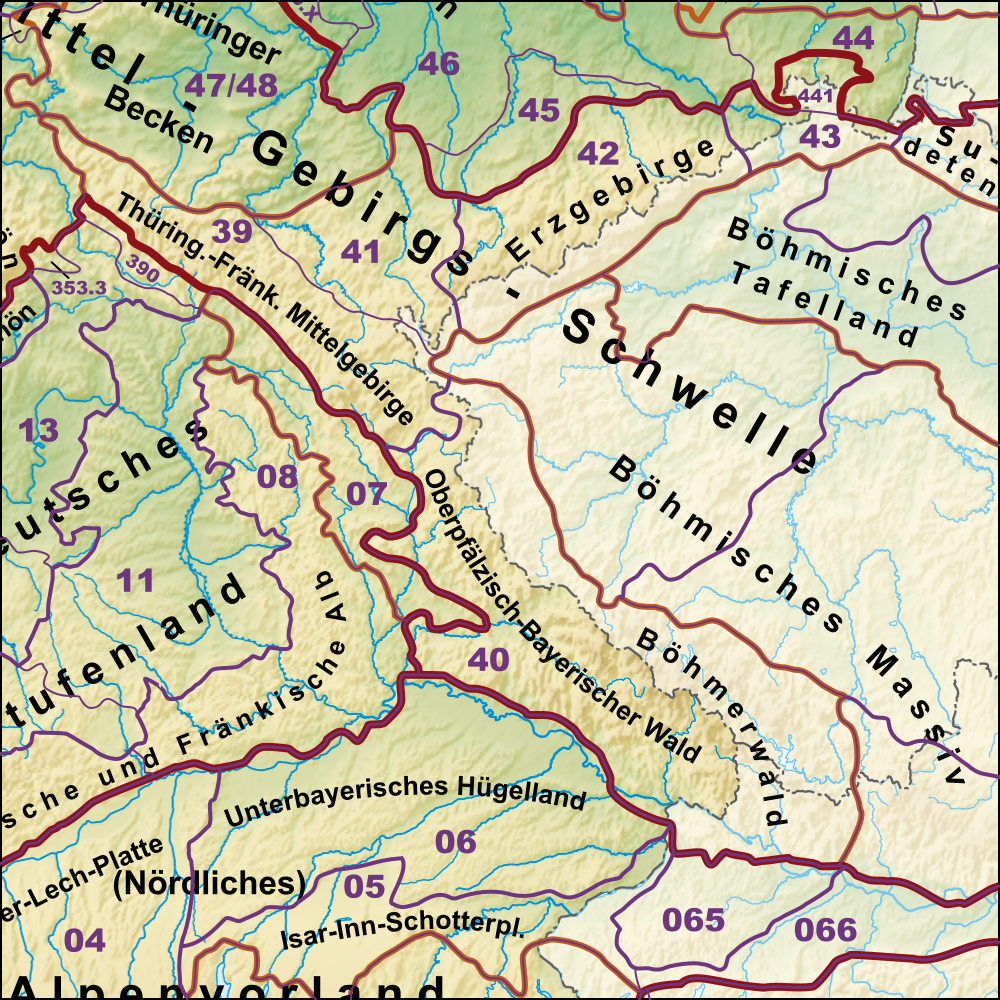

#### Östliche Mittelgebirgsschwelle
(Ordnung von West nach Ost und dann nach Südost)
- Thüringisch-Fränkisches Mittelgebirge mit Vogtland[11]
  - 39 Thüringisch-Fränkisches Mittelgebirge (D48)
  - 41 Vogtland (D17)
- 42 Erzgebirge (D16)
- Oberlausitzer Bergland und Sandstein-Bergländer[11]
  - 43 Sächsisch-Böhmisches Kreidesandsteingebiet (D15) bzw. Oberlausitzer Bergland und Sandstein-Bergländer[11]
  - (zu 44 Oberlausitz (D14))
    - Haupteinheit 441 Lausitzer Bergland
- 40 Oberpfälzisch-Bayerischer Wald (D63)

### Schichtstufenland beiderseits des Oberrheingrabens

#### Saar-Nahe-Berg- und Tafelland

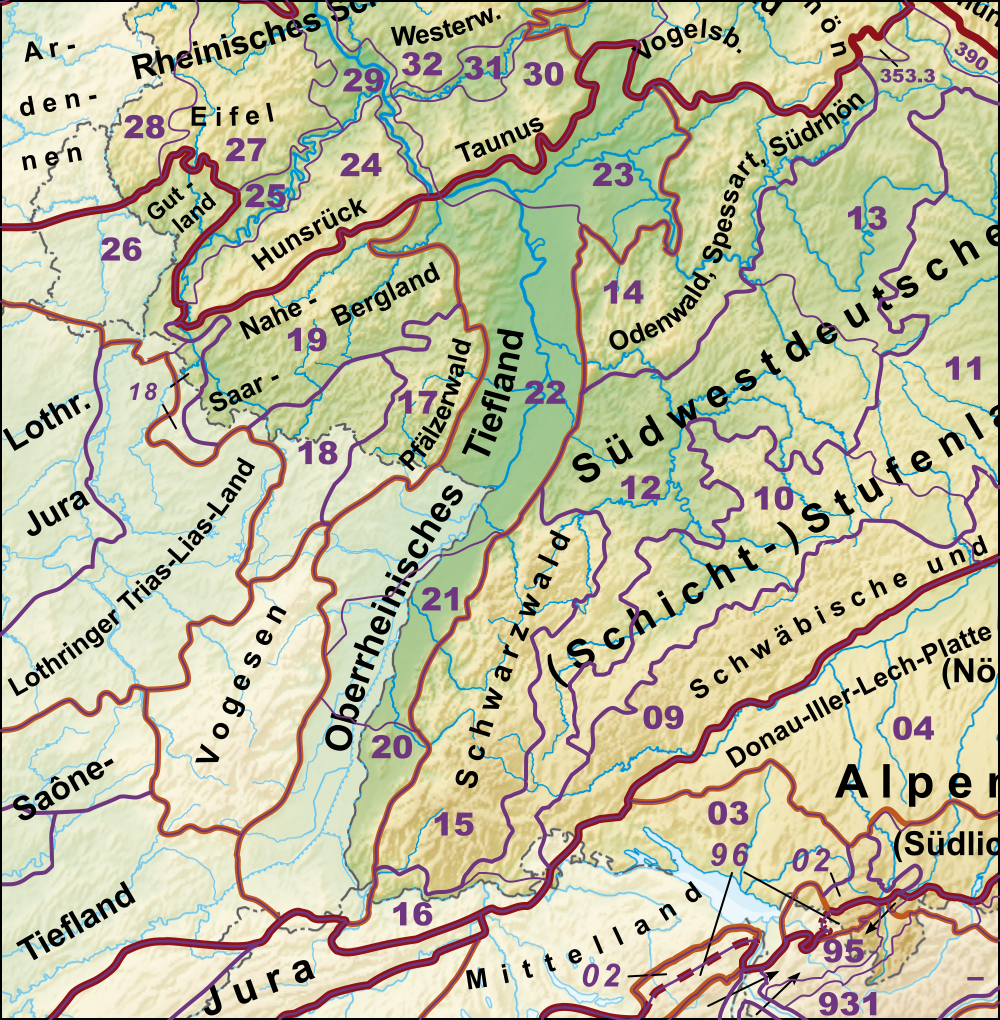

(Gliederung von Nord nach Süd, in zweiter Linie von West nach Ost)
- Saar-Nahe-Berg- und Tafelland
  - 26 Gutland (Bitburger Land) (D49)
  - (zu 18 Pfälzisch-Saarländisches Muschelkalkgebiet (D50))
    - Haupteinheiten 182 und 183
- 19 Saar-Nahe-Bergland (D52)
- 18 Pfälzisch-Saarländisches Muschelkalkgebiet ohne Merziger Muschelkalkplatte (D50)
- 17 Pfälzerwald (Haardtgebirge) (D51)

#### Oberrheinisches Tiefland

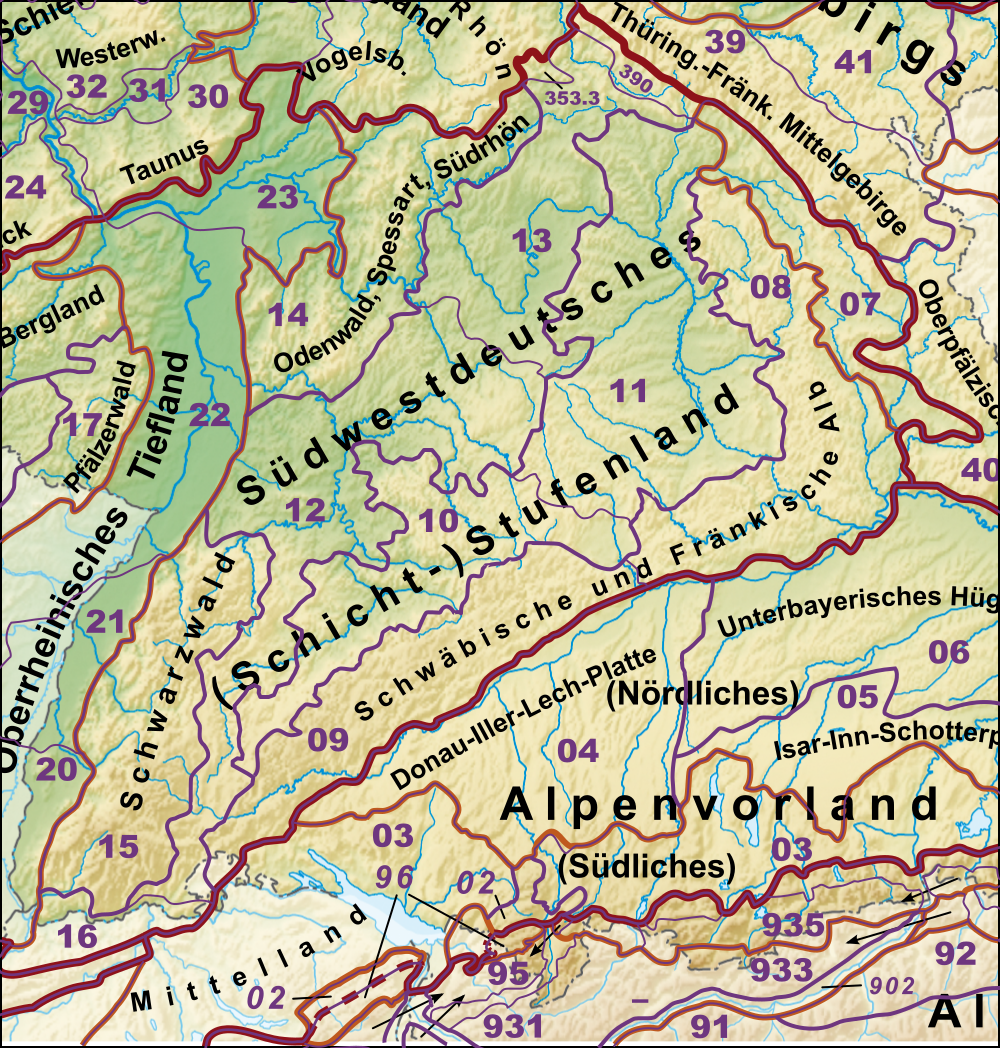

(Gliederung von Nord nach Süd.)
- Oberrheinisches Tiefland (D53)
  - 23 Rhein-Main-Tiefland
  - 22 Nördliches Oberrheintiefland
  - 21 Mittleres Oberrheintiefland
  - 20 Südliches Oberrheintiefland

#### Südwestdeutsches Stufenland
(Ordnung nach Schichtstufen Grundgebirge/Buntsandstein, Muschelkalk, Keuper-Lias und Malm von Nord nach Süd, intern von West nach Ost.)
- 14 Odenwald, Spessart und Südrhön (D55)
- 15 Schwarzwald (D54)
- Schwäbisch-Fränkische Gäue[10]
  - 12 Neckar- und Tauber-Gäuplatten (D57)
  - 13 Mainfränkische Platten (D56)
- Schwäbisch-Fränkisches Keuper-Lias-Land
  - 10 Schwäbisches Keuper-Lias-Land (D58)
  - 11 Fränkisches Keuper-Lias-Land (D59)
- Schwäbisch-Fränkische Alb
  - 09 Schwäbische Alb (D60)
  - 08 Fränkische Alb (D61)
- 16 Hochrheingebiet (Dinkelberg und Hochrheintal) (D69)

#### Oberpfälzisch-Obermainisches Hügelland
- 07 Oberpfälzisch-Obermainisches Hügelland (D62)

### Alpenvorland
(Ordnung von Nord nach Süd, in zweiter Linie von West nach Ost)

#### Nördliches Alpenvorland
- 04 Donau-Iller-Lech-Platte (D64)

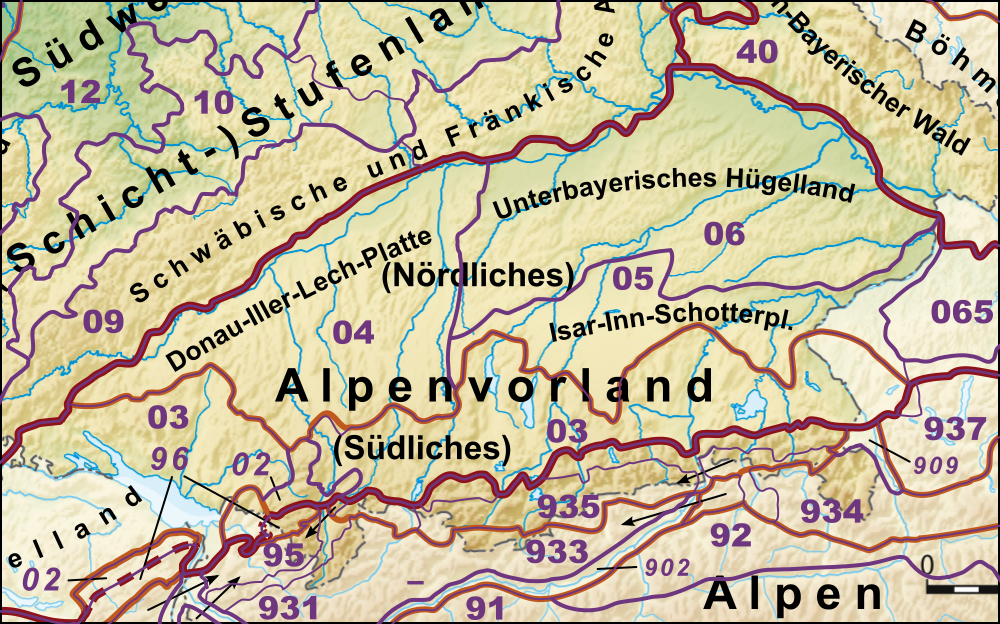
Diese Karte ist nicht auf dem aktuellsten Stand und fasst unter 02 noch Landschaften zusammen, die größtenteils zu den Alpen gehören.

- Unterbayerisches Hügelland und Isar-Inn-Schotterplatten (D65)
  - 06 Unterbayerisches Hügelland
  - 05 Isar-Inn-Schotterplatten

#### Südliches Alpenvorland
- Voralpines Hügel- und Moorland (= Südliches Alpenvorland; D66)
  - 03 Subalpines Jungmoränenland
  - 02 neu[13] Nagelfluhhöhen und Senken zwischen Bodensee und Wertach

### Alpen
Da die Alpen ein relativ feines Mosaik aufweisen, werden hier ausnahmsweise auch die (dreistelligen) Haupteinheiten aufgeführt.

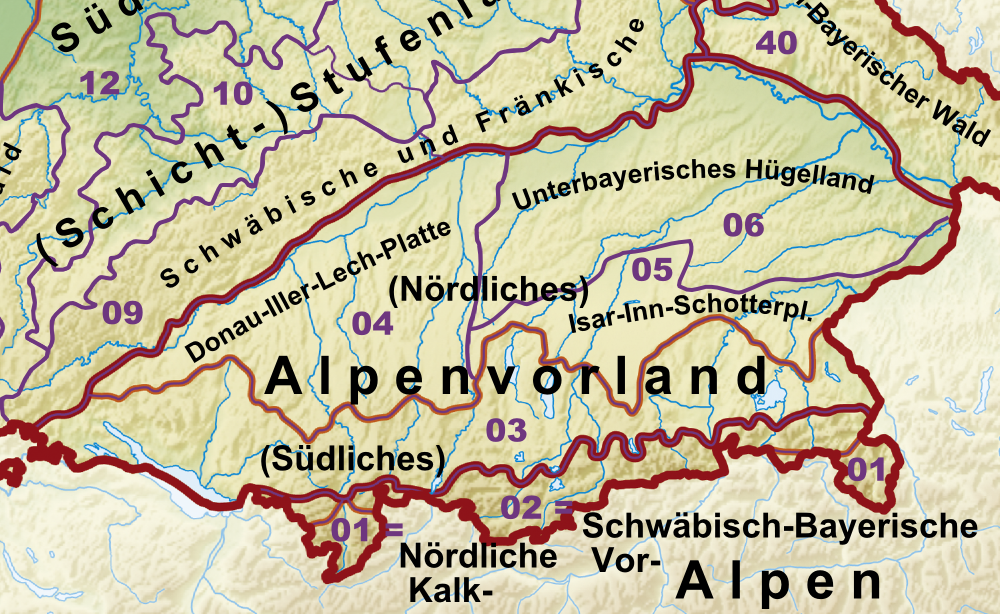
Gliederung nach Handbuch, die vom LfU verfeinert wurde

#### Nördliche Kalkhochalpen
- 01 Nördliche Kalkhochalpen
  - 010 Hinterer Bregenzer Wald
  - 011 Allgäuer Hochalpen
  - 012 Oberstdorfer Becken
  - 013 Wettersteingebirge
  - 014 Karwendelgebirge
  - 015 Loferer und Leoganger Alpen
  - 016 Berchtesgadener Alpen

#### Schwäbisch-Bayerische Voralpen
- 02 Schwäbisch-Bayerische Voralpen
  - 020 Vorderer Bregenzerwald
  - 021 Vilser Gebirge
  - 022 Ammergebirge
  - 023 Niederwerdenfelser Land
  - 024 Kocheler Berge
  - 025 Mangfallgebirge
  - 026 Kufsteiner Becken
  - 027 Chiemgauer Alpen

#### Abweichende Gliederung nach Dongus und Hormann
Die vier Einzelblätter 1:200.000 mit Alpenanteil sind erst vergleichsweise spät erschienen. Klaus Hormann schlug im 1978 erschienenen Blatt Salzburg vor, die bisherige Aufspaltung in die Gruppen 01 und 02 aufzugeben und die Ziffern ab 90, die auf dem Festland noch nicht vergeben waren, für eine vom Handbuch deutlich abweichende Gliederung zu verwenden. Diesem Vorschlag folgte auch Hansjörg Dongus, der in den Jahren 1991 bis 1994 die anderen Alpenblätter (Tegernsee, Kaufbeuren/Mittenwald, Lindau/Oberstdorf) als welche der allerletzten Blätter bearbeitete. Die resultierende Gliederung der Alpen weicht in ihrer Struktur deutlich von den anderen Gliederungen ab, da insbesondere die einzelnen Einheiten nicht mehr einfach zusammenhängend sind. Nachfolgend werden nur die Haupteinheiten nach diesem System aufgeführt:
- 9 Alpen

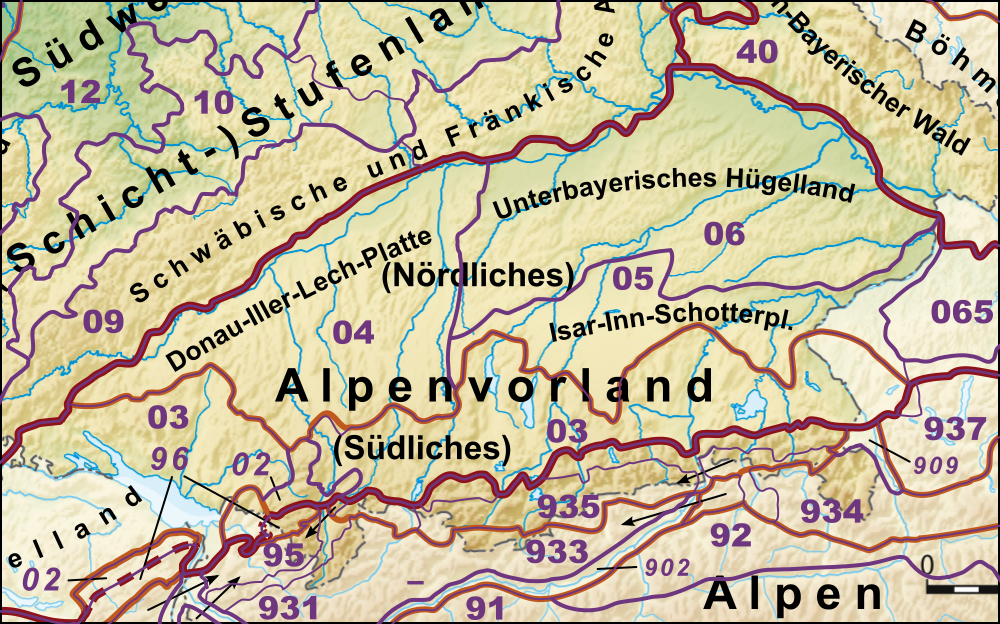
Die Großregion 02 nach Handbuch befindet sich zentral am Nordrand der Alpen, sein Südteil wird von den Zwischenkalkalpen (935) eingenommen; in nicht beschrifteten Segmenten mischen sich Flyschalpen (94) und Randkettenglieder (936) mit Senken (908, 930).

  - 90 Becken und Talböden zwischen den Hauptgruppen der Alpen
    - Rheintal
    - Illtal
    - 900 Becken und Talböden im Westteil der Vorarlberg-Allgäuer Alpen
    - 901 Oberstdorfer Becken nebst Nebentälern (Illertal bzw. Becken und Talböden im Ostteil der Vorarlberg-Allgäuer Alpen)
    - 902 Inntal
    - 907 Becken und Talböden am Nordrand der Kitzbüheler Schieferalpen
    - 908 Inzeller Becken
    - 909 Salzach-Saalach-Alpenrandbucht

  - 91 Östliche Zentralalpen
  - 92 Schieferalpen der Nördlichen Grauwackenzone
    - 922 Westliche Kitzbüheler Schieferalpen
    - 923 Östliche Kitzbüheler Schieferalpen
    - 924 Taxenbacher Schieferalpen
    - 925 Radstädter Schieferalpen

  - 93 Nördliche Kalk-Ostalpen
    - 930 Becken und Talböden zwischen den Hauptgruppen der Nördlichen Kalk-Ostalpen
    - 931 Allgäuer Alpen
    - 932 Lechtaler Alpen
    - 933 Inntaler Riffkalkketten
    - 934 Salzburger Plateau-Kalkalpen
    - 935 Bayerisch-Tiroler Zwischenkalkalpen
    - 936 Randketten der Nördlichen Kalk-Ostalpen bzw. Kalkalpenrandketten bzw. Randkalkalpen
    - 937 (ohne Namen)[19]

  - 94 Flyschalpen
    - 940 Vorarlberger und Westallgäuer Flyschalpen
    - 941 Ostallgäuer Flyschalpen
    - 942 Trauchgau-Murnauer (Ammergauer) Flyschalpen
    - 943 Tölz-Tegernsee-Chiemgauer Flyschalpen
    - 944 Westliche Salzburger Flyschalpen
    - 945 Östliche Salzburger Flyschalpen

  - 95 Nördliche Kalk-Westalpen
    - Alpsteingruppe
    - Rätikon
    - 950 Vorarlberg-Allgäuer Quintner- und Schrattenkalkgewölbe

  - 96 Schweizer und Allgäuer Nagelfluhschichtkämme
    - Gäbris-Schichtkämme
    - 960 Allgäuer Nagelfluhschichtkämme

Für Details und die „Übersetzung“ ins System des Handbuchs siehe Naturräumliche Gliederung der Alpen#Naturräumliche Feingliederung nach Hormann und Dongus!